# Gwiezdne wrota: Atlantyda
Gwiezdne wrota: Atlantyda (Stargate Atlantis; często skracane do SGA) – amerykańsko-kanadyjski serial fantastycznonaukowy stworzony przez Brada Wrighta i Roberta C. Coopera jako spin-off serialu Stargate SG-1. Pierwsze trzy serie emitowano w SciFi Channel oraz The Movie Network, zaś końcowe dwie tylko w SciFi. Pierwszy odcinek miał premierę w USA 16 lipca 2004 roku, zaś finałowy odcinek 9 stycznia 2009 roku. Serial kręcony był w Vancouver w Kanadzie.
Fabuła opisuje wydarzenia następujące bezpośrednio po finałowym odcinku siódmej serii Stargate SG-1, w którym odkryto placówkę Pradawnych na Antarktydzie. W pilotowym odcinku dr Daniel Jackson odgaduje adres planety w galaktyce Pegaza. Grupa międzynarodowych naukowców oraz wojska zostaje wysłana na tę planetę i odkrywa tam położenie legendarnego miasta Pradawnych – Atlantydy.
Serial odniósł sukces w Stanach Zjednoczonych i był bardzo popularny w Europie oraz Australii. Został uhonorowany licznymi nagrodami i nominacjami. Po jego zakończeniu twórcy rozpoczęli prace nad kolejnym serialem pt. Gwiezdne wrota: Wszechświat, który zakończył się po zaledwie dwóch sezonach. Wątki z serialu miały być dokończone w planowanym do wydania na DVD filmie Stargate: Extinction, jednak jego produkcję odłożono na czas nieokreślony.

## Opis serii
Serial opisuje przygody podpułkownik (w serii pierwszej i na początku drugiej majora) Johna Shepparda oraz ekspedycji wojskowo-badawczej z Ziemi, której zadaniem jest eksploracja Galaktyki Pegaza. Do tego celu używają obcych technologii stworzonych przez rasę Pradawnych - gwiezdnych wrót. Ekspedycja jest zlokalizowana w zaginionym mieście Atlantyda na planecie Lantea. Miasto, wybudowane przed wieloma milionami lat, zostało zmuszone ok. 5-10 mln lat temu do opuszczenia galaktyki Drogi Mlecznej z powodu panującej w niej plagi. Pradawni osiedli w Galaktyce Pegaza i zaludnili w niej setki światów. Na jednym z nich znaleźli odmianę owadów, która wysysała z ludzi siły życiowe i DNA, co sprawiało, że rozwijała się u nich inteligencja. Postanowili pomóc tym stworzeniom w rozwoju, co doprowadziło do powstania humanoidalno-owadziej rasy Widm, postarzających swoje ofiary. Widma zaczęły wojnę z Pradawnymi, którą z powodu liczebności wygrały i Pradawni musieli uciec w ascendencję lub do innej galaktyki. Część w tym Merlin uciekła na Ziemię.
Każdy odcinek serialu zawiera niezależną historię wpisującą się w główną fabułę wojny z Widmami i poszukiwań prowadzonych przez nowych mieszkańców Atlantydy w celu odkrycia skutecznych metod walki z wrogiem. Każda seria zawiera dwuczęściowy odcinek, a także kilka odcinków, które, mimo iż nie są technicznie dwuczęściowe, kontynuują bezpośrednio fabułę poprzedniego odcinka. Każdy odcinek zaczyna się od przypomnienia wydarzeń z poprzednich odcinków mających wpływ na jego fabułę. Muzyka do czołówki została stworzona przez Joela Goldsmitha. Czołówka została drastycznie obcięta na początku serii drugiej, ale przywrócona po dwuczęściowym odcinku w środku serii. Ponownie obcięto czołówkę w serii piątej.

### Serie 1-3
Edycja pierwszej serii rozpoczęła się w USA 16 lipca 2004 roku. Ekspedycja pod przewodnictwem dr Elizabeth Weir dociera do Atlantydy, gdzie od razu znajduje się w opałach. Poznają nowych przyjaciół, Atozjan, oraz nowego potężnego wroga - Widma. Okazuje się, że nie posiadają wystarczającego źródła energii, by połączyć się z Ziemią. Ekspedycja zostaje zmuszona do przetrwania w nowej galaktyce starając się odkrywać technologie Pradawnych, które pozwolą na pokonanie Widm. Major Sheppard staje na czele drużyny złożonej z dra Rodneya McKaya, por. Forda i przywódczyni Atozjan Teyli Emmagan. W czasie jednej z pierwszych misji przysparzają sobie nowego wroga - Genii - militarystyczne społeczeństwo ludzkie z technologią odpowiadającą ziemskiej z lat 50. XX wieku. Ekspedycja szykuje się do ewakuacji przed zbliżającym się atakiem ze strony Widm, gdy przybywa kontyngent wojskowy z Ziemi mający pomóc w obronie miasta na tyle długo, by zdążył do niego dotrzeć najnowszy krążownik ziemski. Seria kończy się nagłym zawieszeniem akcji, gdy miasto wciąż jest atakowane.
Seria 2 rozpoczyna się w miejscu zakończenia serii 1, a swoją premierę w Stanach Zjednoczonych miała 15 lipca 2005 roku. Ekspedycja imituje zniszczenie miasta, dzięki czemu udaje im się wyjść cało z ataku Widm. Udaje się też odzyskać w miarę regularny kontakt z Ziemią dzięki Dedalowi i nowemu modułowi zeropunktowemu (ZPM) odzyskanemu przez SG-1. Sheppard zostaje awansowany do stopnia podpułkownika. Podporucznik Ford zostaje uznany za zaginionego w akcji, a jego miejsce w drużynie zajmuje były uciekinier Ronon Dex. Motywem przewodnim drugiej serii jest wynalezienie przez dr.Carsona Becketta retrowirusa, który teoretycznie może zamienić Widma w ludzi. Niedokończona wersja wirusa zostaje użyta przez Ellię, która w wyniku jego działania traci resztki człowieczeństwa. Zarażony przez nią Sheppard niemalże zmienia się w Iratusa. Udoskonalona wersja wirusa zostaje przetestowana na żyjącym Widmie Michaelu przynosząc różnorodne efekty. Frakcja Widm Michaela oferuje sojusz mieszkańcom Atlantydy, jednak później dopuszczają się zdrady. Również ta seria kończy się nagłym zawieszeniem akcji w momencie, gdy Widma zmierzają na nowe żerowisko na Ziemi.
Seria 3 rozpoczyna się w miejscu zakończenia serii 2, a swoją premierę w USA miała 14 lipca 2006 roku. Po powstrzymaniu Widm przed dotarciem na Ziemię i porażce w badaniach nad retrowirusem ekspedycja rozpoczyna trzeci rok pobytu w Galaktyce Pegaza z ciągłym zagrożeniem ze strony Widm, a także z nowym, potężnym wrogiem - Asuranami - samoreplikującymi się nanobotami (Replikatory) chcącymi wyeliminować mieszkańców Atlantydy i zniszczyć miasto. Sytuacja się komplikuje, gdy wskutek nieudanego eksperymentu wyczerpany zostaje ZPM pozbawiając miasta źródła mogącego zasilić tarcze. Wkrótce po tym ekspedycja odkrywa zaginiony statek Pradawnych i zostaje zmuszenia do opuszczenia Atlantydy, gdy jego załoga przejmuje miasto. Dowództwo Gwiezdnych Wrót wysyła gen. O’Neilla oraz Richarda Woolseya w celu wynegocjowania porozumienia między Ziemianami i Pradawnymi, które pozwoliłoby ekspedycji powrócić do Atlantydy. O’Neill i Woolsey łączą się z Ziemią, by przekazać informacje o ataku Asuran na miasto. Asuranie zabijają Pradawnych, którzy przejęli miasto po 10000 lat. Główni członkowie ekspedycji ignorują rozkazy i wracają do Atlantydy, gdzie ratują O’Neilla i Woolseya oraz odpierają inwazję Asuran. Finał serii zaczyna się, gdy Ziemianie wysyłają pierwsze uderzenie przeciwko Asuranom budującym flotę mającą zaatakować Ziemię. Asuranie przeprowadzają kontratak na Atlantydę przy pomocy potężnej broni energetycznej wystrzelanej przy pomocy satelity zawierającego gwiezdne wrota. Ostatecznie ekspedycja odpala napęd gwiezdny Atlantydy szukając ucieczki w przestrzeni kosmicznej. Finał kończy się uszkodzeniem hipernapędu, zostawiając Atlantydę dryfującą w niezbadanej przestrzeni z jednodniowym zapasem energii i ciężko ranną dr Weir.

### Serie 4-5
Seria 4 miała swoją premierę w USA 28 września 2007 roku, a 9 października w Wielkiej Brytanii. Scenarzyści stwierdzili, że seria 4 poprowadzi serial w nowym kierunku. Jako iż zaczyna się ona w miejscu zakończenia serii 3 to przyszłość ekspedycji wydaje się ponura - Weir jest niepełnosprawna, a główni członkowie wyprawy odnieśli poważne rany. Dryfującemu w przestrzeni miastu kończy się energia, a jego mieszkańcy są odcięci od Ziemi, więc postanawiają zrabować Asuran w celu zdobycia ZPM. Dzięki niemu udaje im się dotrzeć do pobliskiej planety, jednak Weir zostaje wzięta do niewoli przez Asuran. Dowódcą ekspedycji zostaje pułkownik Samantha Carter. Pojawia się ona w odcinku Lifeline, gdzie pomaga mieszkańcom Atlantydy znaleźć nową planetę nadającą się do zasiedlenia oraz wylądować na niej, po czym zostaje wezwana do dowództwa w celu złożenia raportu. Z rozkazu IOA wraca do miasta jako dowódca ekspedycji. Seria skupia się na głównych antagonistach: Asuranach i Widmach; a także na ciąży Teyli Emmagan. Główny kod Asuran zostaje przeprogramowany przez McKaya skłaniając nanoboty do wypełnienia zleconej im przez Pradawnych misji pozbycia się Widm. W połowie serii są oni widocznie zniszczeni, a pozostałe odcinki koncentrują się na działaniach Michaela tak przeciwko ludziom, jak i pozostałym Widmom.
W serii 5 liderem ekspedycji zostaje Richard Woolsey. Teyla przetrzymywana w niewoli przez Michaela rodzi syna, któremu daje na imię Torren John, po czym ucieka razem ze swoją drużyną zanim udaje im się zneutralizować Michaela. Ten przy pomocy zdobytego skoczka napada na Atlandytę w celu porwania Torrena i zniszczenia miasta. Dzięki staraniom Shepparda, Teyli i McKaya udaje się w końcu zabić Michaela. Seria przedstawia także grupę zbuntowanych Asgardczyków, którzy eksperymentują na ludziach w celu wydłużenia swojego życia. Kradną oni z Atlantydy urządzenie zwane „urządzeniem Attero”, by zniszczyć Widma, jednak wskutek efektów ubocznych każde wrota otwarte po uruchomieniu urządzenia wybuchają. Ostatecznie urządzenie zostaje zniszczone. Widma zostają osłabione poprzez urządzenie Attero, a także przez Michaela i lek Hoffan, i przestają być główną siłą w galaktyce. Ich upadek pozwala ludziom stworzyć koalicję. McKay zakochuje się w dr. Keller, która ostatecznie odwzajemnia jego uczucia. W finałowym odcinku Todd ostrzega Atlantydę, że jeden z jego podwładnych ma statek rój zasilany przez ZPM. Próbując odzyskać ZPM mieszkańcy Atlantydy są świadkami odebrania komunikatu z alternatywnej rzeczywistości podającego lokalizację Ziemi. Rój uszkadza Dedala i kieruje się w stronę Ziemi. Dzięki staraniom ekspedycji udaje się ostatecznie zniszczyć statek nad Ziemią, a Atlantyda ląduje w Pacyfiku w pobliżu mostu Golden Gate w San Francisco.

## Role główne
- Joe Flanigan jako John Sheppard (główna postać w seriach 1-5) - major Sił Powietrznych Stanów Zjednoczonych zrekrutowany do eksedycji ze względu na intuicyjną biegłość w obsłudze technologii Pradawnych. De facto zostaje dowódcą kontyngentu wojskowego w Atlantydzie po śmierci oryginalnego dowódcy Marshalla Sumnera. Oficjalnie stanowisko objął na początku drugiej serii, gdy Atlantyda odzyskuje kontakt z Ziemią, a Sheppard zostaje awansowany do stopnia podpułkownika.
- David Hewlett jako dr Rodney McKay (główna postać w seriach 1-5) - genialny naukowiec, członek grupy Shepparda, dowódca Departamentu Nauki i Badań w Atlantydzie. Jeden z czołowych ekspertów od technologii Pradawnych, pojawił się jako rywal Samanthy Carter w piątej serii Gwiezdnych wrót.
- Rachel Luttrell jako Teyla Emmagan (główna postać w seriach 1-5) - przywódczyni Atozjan, tubylczej rasy ludzkiej z Galaktyki Pegaza. Zaprzyjaźnia się z Sheppardem, gdy ten odwiedza jej świat i dołącza do jego drużyny w walce z Widmami. Posiada zdolność wyczuwania obecności Widm.
- Rainbow Sun Francks jako por. Aiden Ford (główna postać w serii 1, poboczna w 2 i 5) - młody porucznik Korpusu Piechoty Morskiej Stanów Zjednoczonych, który jest członkiem drużyny Shepparda w pierwszej serii. W serii drugiej w wyniku przedawkowania enzymu żywieniowego Widm staje się niezrównoważony psychicznie i opuszcza Atlantydę.
- Torri Higginson jako Elizabeth Weir (główna postać w seriach 1-3, poboczna w 4) - dyplomatka i specjalistka od polityki międzynarodowej, po krótkim przewodzeniu w Dowództwie Gwiezdnych Wrót w serialu Gwiezdne wrota zostaje dowódcą ekspedycji wysłanej do Atlantydy. W finałowym odcinku trzeciej serii zostaje ciężko ranna w czasie ataku Replikatorów. W serii czwartej pojawia się jako postać poboczna, gdyż zostaje pojmana przez Replikatory.
- Paul McGillion jako dr Carson Beckett (postać główna w seriach 2-3, poboczna w 1 oraz seriach 4-5) - główny lekarz w Atlantydzie w seriach 1-3. W odcinku Sunday ginie w eksplozji wywołanej przez technologię Pradawnych. Zostaje sklonowany przez Michaela i pojawia się jako postać poboczna w seriach 4-5.
- Jason Momoa jako Ronon Dex (postać główna w seriach 2-5) - specjalista od broni z planety Sateda w Galaktyce Pegaza. Gdy jego ojczysty świat przegrał wojnę z Widmami został uciekinierem i był ścigany przez siedem lat. Dołączył do drużyny Shepparda po tym, jak dr Beckett usunął z niego urządzenie naprowadzające Widm.
- Amanda Tapping jako Samantha Carter (postać główna w serii 4, poboczna w seriach 1-3 oraz 5) - astrofizyk i podpułkownik Sił Powietrznych Stanów Zjednoczonych, grała główną rolę we wszystkich seriach Gwiezdnych wrót. Zostaje awansowana do stopnia pułkownika w serii 4 SGA i obejmuje dowództwo ekspedycji.
- Jewel Staite jako dr Jennifer Keller (postać główna w serii 5, poboczna w 3-4) - główny lekarz w Atlantydzie po śmierci dr Becketta.
- Robert Picardo jako Richard Woolsey (postać główna w serii 5, poboczna w serii 3-4) - reprezentant Międzynarodowego Komitetu Nadzoru Doradczego. Po raz pierwszy pojawił się jako agent NID w siódmej serii SG1. W 5 serii SGA zastępuje Samanthę Carter na stanowisku dowódcy ekspedycji.

## Produkcja

### Początki

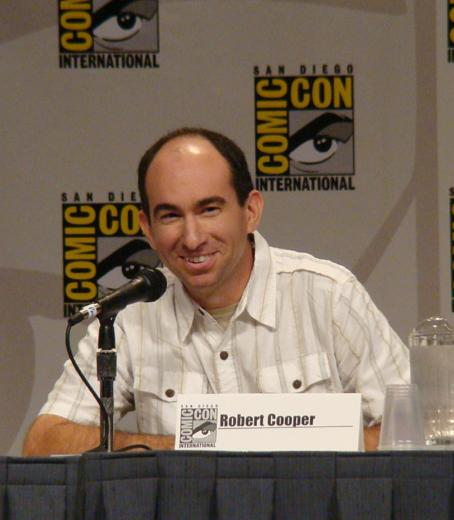
Cooper był razem z Wrightem scenarzystą i producentem serialu

Kiedy stacja telewizyjna Showtime, która nadawała Gwiezdne wrota, zapowiedziała zakończenie serialu po piątej serii, producenci Brad Wright i Robert C. Cooper wpadli na pomysł zrobienia nowego pełnometrażowego filmu. Jednak po przeniesieniu serialu do stacji Sci Fi notowania były całkiem niezłe i postanowiono go kontynuować, a pomysł został przekształcony w serię szóstą i siódmą. Początkowo Wright chciał umieścić nowy serial pod lodami Antarktydy i zastąpić obecne Dowództwo Gwiezdnych Wrót jako łącznik Ziemi z innymi światami.
Pod koniec siódmej serii zaczęły się plotki na temat spin-offu i producenci stanęli przed poważnym dylematem. Zaplanowano, że siódma seria doprowadzi do wielkiego odkrycia zaginionego miasta Starożytnych - Atlantydy. Finał serii miał też łączyć SG-1 ze spin-offem w postaci serialu lub filmu, który nie był planowany do emisji wspólnie z SG-1. Producenci przepisali scenariusz jako dwuczęściowy odcinek finałowy serii 7, a także zmienili lokalizację Atlantydy. Pierwotnie miała się ona znajdować na Ziemi, pod lodami Antarktydy, ale przeniesiono ją do galaktyki Pegaza. Ta zmiana nie tylko odpowiadała na problemy fanów zastanawiających się dlaczego SGC nie będzie przychodziło z pomocą członkom Ekspedycji w każdym odcinku, ale też dała twórcom szansę na stworzenie nowej historii, z nowymi pomysłami i bohaterami zamiast kopii oryginalnego serialu.
Powstanie nowego serialu potwierdzono 17 listopada 2003 r., a zdjęcia rozpoczęto w lutym następnego roku. Swoją premierę miał 16 lipca 2004 r.

### Casting i zmiany w obsadzie

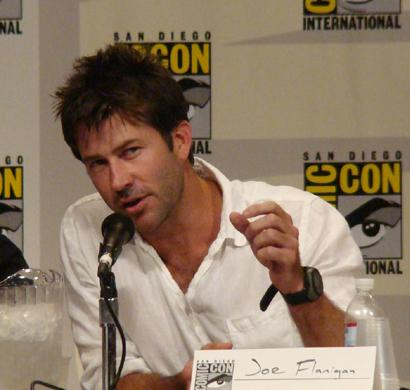
Joe Flanigan, jeden z wielu głównych aktorów na Comic-Conie w 2007 roku

Najwięcej problemów sprawiło znalezienie odpowiedniego aktora do roli dra Ingrama - opanowanego naukowca i specjalisty od gwiezdnych wrót. Wraz ze zbliżaniem się pierwszego dnia zdjęciowego twórcy zrozumieli, że wybrali niewłaściwą postać. Brad Wright i wieloletni reżyser Gwiezdnych wrót, Martin Wood, zdecydowali, że powinien to być dr Rodney McKay, który już gościnnie pojawił się w trzech odcinkach pierwszego serialu. Skontaktowali się więc z aktorem Davidem Hewlettem, który przybył na plan dzień po rozpoczęciu zdjęć. Ponieważ dr Ingram był już wpisany w fabułę odcinka pilotowego zmieniono po prostu jego nazwisko na McKay. Późniejsze odcinki były już pisane z myślą o McKayu.
Twórcy w drugiej serii stanęli przed problemem porucznika Aidena Forda (Rainbow Sun Francks), który w serii 1 był jedną z czołowych postaci, jednak nie rozwijał się tak jakby tego chcieli producenci i sam aktor i w związku z tym często nie był wykorzystywany. Scenarzyści nie chcąc rezygnować z tej postaci wpadli na pomysł zwiększenia jej wpływu na fabułę, ale jednocześnie czyniąc ją postacią poboczną. Na jego miejsce wprowadzili Ronona Dexa, który dołączył do zespołu Johna Shepparda. Jednak znalezienie aktora mającego odpowiednie atrybuty fizyczne i zdolności aktorskie nie było łatwe, dopóki nie zobaczyli nagrania, które wysłał Jason Momoa. W role pułkownika Stevena Caldwella i majora Evana Lorne’a wcielili się weterani serialu Z Archiwum X, Mitch Pileggi i Kavan Smith. Grany przez Paula McGilliona dr Carson Beckett stał się w drugiej serii głównym bohaterem.
W serii trzeciej i czwartej znów doszło do zmian w odsadzie. Dr Carson Beckett zginął w trzeciej serii, ale powrócił pod koniec czwartej jako postać poboczna. Jego miejsce zajęła Jennifer Keller (Jewel Staite), którą wprowadzono w finale trzeciej serii, w czwartej była postacią poboczną, a w piątej główną. Aktorka już wcześniej wystąpiła w serialu jako Ellia, samica Widm, ale producenci uznali, że chcieliby ją widzieć w ważniejszej roli. Postać Samanthy Carter (granej przez Amandę Tapping) pojawiła się w 14 odcinkach czwartej serii zastępując na stanowisku dowódcy ekspedycji dr Elizabeth Weir (Torri Higginson), która stała się postacią poboczną. Ją z kolei w serii 5 zastąpił, grany przez Roberta Picardo, Richard Woolsey. Higginson odmówiła gościnnych występów, a jej postać była odgrywana przez Michelle Morgan.

### Zdjęcia i efekty specjalne

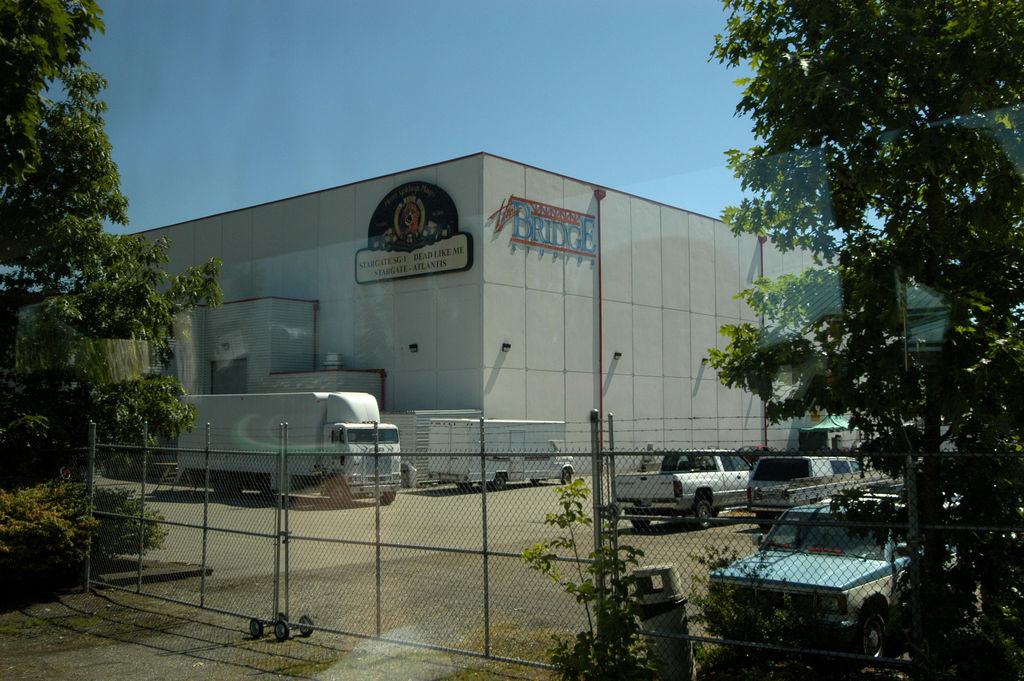
Atlantyda była kręcona w Bridge Studios w Vancouver w Kanadzie

Serial kręcono w The Bridge Studios w Vancouver oraz kilkukrotnie w różnych częściach Kolumbii Brytyjskiej. Za Antarktydę, pokazaną w pierwszym odcinku, posłużył lodowiec Pemberton. Twórcy filmu Blade: Mroczna trójca chcąc uniknąć wysokich kosztów demontażu dekoracji oddali część z nich na potrzeby serialu. Opiekę kaskaderską w większości odcinków sprawował specjalista od sztuk walki James Bamford występujący pod pseudonimem Bam Bam.
Koszty produkcji wzrosły na koniec pierwszej serii w związku z kryzysem finansowym, który doprowadził do spadku wartości dolara amerykańskiego na koszt dolara kanadyjskiego. Kiedy nakazano przeniesienie dekoracji do Los Angeles Robert C. Cooper stwierdził, że przeniesienie całej infrastruktury z Vancouver byłoby praktycznie niewykonalne.
Rachel Luttrell (grająca Teylę Emmagan) wykorzystała przerwy w zdjęciach do serii pierwszej w celu przeszkolenia w sztukach walki przez weterana fantastyki naukowej Raya Parka.

### Muzyka
Ścieżka dźwiękowa do serialu została skomponowana przez Joela Goldsmitha. Jego pierwszym zadaniem było skomponowanie utworu tytułowego, który został nominowany do nagrody Emmy (Primetime Emmy Awards) w kategorii Najlepszy przewodni motyw muzyczny (Main Title Theme Music) w 2005 roku. Goldsmith w czasie komponowania poszedł w stronę bardziej sielankowego podejścia zachowując jednak symfoniczne i przygodowe, którego chcieli producenci. Goldsmith był też nominowany za ścieżkę do odcinka Podwójne zagrożenie (Grace Under Pressure) do nagrody Emmy (Primetime Emmy Awards) w kategorii Najlepsza dramatyczna kompozycja muzyczna w serialu (Outstanding Music Composition For A Series (Dramatic Underscore)) w 2006 roku.

## Emisja i wydanie na DVD

### Emisja serialu na świecie
Emisja serialu rozpoczęła się 16 lipca 2004 roku w amerykańskich sieciach telewizyjnych. Odcinek pilotowy zatytułowany Wynurzenie (Rising) zdobył największą publikę ze wszystkich wyemitowanych odcinków serialu. Odcinek ten zdobył także najwyższe oceny i największą publikę wśród wszystkich kiedykolwiek wyemitowanych przez Sci Fi Channel gromadząc przed telewizorami ponad 4 miliony Amerykanów. W Wielkiej Brytanii obejrzało go 1,28 mln widzów, czyniąc go najlepiej oglądanym serialem w tygodniu (11-17 października 2004) w stacji Sky1. Odcinek został nominowany do kilku nagród. Kolejny odcinek zaliczył duży spadek w rankingach. Pierwsze dziesięć odcinków gromadziło średnio 3 miliony widzów w USA według analiz ABC TV Group, zaś druga połowa pierwszej serii zaliczyła spadek do 2,1 miliona widzów.
Każda seria Atlantydy składała się z 20 odcinków, które były emitowane w USA w dwóch seriach po 10 odcinków. Pierwsza seria była emitowana w USA od połowy lipca do września kończąc się dwuczęściowym odcinkiem. Druga seria była emitowana w Kanadzie od listopada do stycznia kończąc się zawieszeniem akcji. W USA druga seria była emitowana od stycznia do marca dla pierwszych dwóch serii, jednak seria 3 był emitowany od kwietnia do czerwca. Z powodu różnic w emisji serial często był nielegalnie rozprowadzany wśród amerykańskich widzów.
Seria 4 osiągnęła średnią 1,8 miliona widzów w USA bijąc dotychczasową średnią kanału Sci Fi Channel. Finałowy odcinek serialu Wróg u bram (Enemy at the Gate) zdobył najwyższe noty w rankingach ze wszystkich odcinków serii 5. Odcinek przyciągnął przed ekrany 2,02 miliona widzów w USA, w tym 973 tys. w wieku 18-49 oraz 1,12 mln w wieku 25-54.. W Wielkiej Brytanii odcinek finałowy obejrzało 633 tys. widzów umieszczając Atlantydę na 3. miejscu najlepiej oglądanych seriali w tygodniu (12-18 stycznia 2009 r.) w stacji Sky1 za Simpsonami oraz premierowym odcinkiem siódmej serii serialu 24 godziny.

### Emisja w Polsce
Kanał AXN SciFi wykupił prawa do serialu. 7 listopada 2008 rozpoczęła się emisja w Polsce pod nazwą Gwiezdne Wrota: Atlantyda.

### Anulowanie i przyszłość
20 sierpnia 2008 roku ogłoszono, że seria 5 będzie ostatnią, jednak następnego dnia pojawiła się informacja, że zostanie wydana kontynuacja w postaci dwugodzinnego filmu wydanego na DVD. Oczekiwano, że w razie jego sukcesu wydanych zostanie więcej filmów nawiązujących do Atlantydy. Producent Joseph Mallozzi stwierdził, że wzrost ceny dolara kanadyjskiego kosztem spadku ceny dolara amerykańskiego doprowadził do zwiększenia kosztów produkcji utrudniając tym samym powstawanie produkcji telewizyjnych. Powiedział także, że „Zarówno MGM, jak i Sci Fi wspierali serial i, patrząc na przykład SG-1, fani mogą być pewni, że koniec serialu nie oznacza końca Atlantydy”.
Mallozzi nadał filmowi tytuł roboczy Project Twilight (Projekt Zmierzch), później jednak - w maju 2009 roku - ogłoszono, że pierwszy film będzie zatytułowany Stargate: Extinction. Reżyserem filmu miał zostać Andy Mikita. Początkowo planowano rozpoczęcie zdjęć na końcówkę roku 2009, jednak później była wielokrotnie przesuwana.
Scenariusz filmu był gotowy i według Mallozziego „zawiera misję powrotną do Pegaza, tragiczny koniec jednej relacji i początek innej oraz zaskakujący rozwój sojuszu między jednym człowiekiem i jednym Widmem”. Jednakże projekt był wstrzymany ze względu na problemy finansowe MGM. W międzyczasie nawiązanie do Atlantydy pojawiło się w piętnastym odcinku drugiej serii serialu Gwiezdne wrota: Wszechświat (Stargate: Universe).
17 kwietnia 2011 roku scenarzysta i producent Brad Wright potwierdził, że film został odłożony na półkę na czas nieokreślony.

### Wydanie na DVD
Pierwsza seria została wydana na DVD 15 listopada 2005 roku (region 1), 16 listopada (region 4) oraz 13 marca 2006 (region 2). Wkrótce po wydaniu Sony otrzymało reklamacje, gdyż niektórzy nabywcy z Kanady dostali taką samą zawartość na dysku pierwszym i piątym. Sony zaoferowało wymianę dysku. Na początku 2006 roku Sony ogłosiło, że Atlantyda będzie pierwszym serialem wydanym na Blu-ray. W połowie 2006 roku MGM i producenci serii zdecydowali się na zmianę dystrybutora DVD na 20th Century Fox Home Entertainment. Doprowadziło to do opóźnienia w wydaniu serii drugiej w USA. Ukazała się ona tam 6 marca 2007 roku. Wcześniej został wydanya 8 listopada 2006 (region 4) oraz 26 lutego 2007 (region 2). Seria 3 została wydana 18 września 2007 roku (region 1), 25 września 2007 (region4) i 14 stycznia 2008 (region 2). Seria 4 wydana została 8 lipca 2008 (region 1), 4 sierpnia 2008 (region 2) oraz 3 września 2008 (region 4). Seria 5 wydana została 30 czerwca 2009 (region 1), 28 lipca 2009 (region 4) oraz 10 sierpnia 2010 (region 2).
Większość DVD zawiera bonusowe materiały zza sceny, komentarze audio do niemal wszystkich odcinków, a także galerie z produkcji. Box set zawierający wszystkie pięć serii został wydany 6 października 2009 roku w Ameryce Północnej, 10 sierpnia 2009 w Wielkiej Brytanii oraz 28 lipca 2009 w Australii. Wydanie na Blu-ray ma się ukazać w Ameryce Północnej 26 lipca 2011 roku.